# Kristina Sandberg
Kristina Sandberg (ur. 1971) – szwedzka pisarka, laureatka Nagrody Augusta i Doblouga.

## Życiorys
Wychowała się w Sundsvall. Zadebiutowała w 1997 roku powieścią I vattnet flyter man. Rozgłos i uznanie krytyków przyniosła jej obszerna trylogia o Maj: pani domu z Örnsköldsvik, która większość czasu spędza na prowadzeniu domu i zajmowaniu się innymi. Akcja trylogii rozpoczyna się w latach 30. XX wieku i pokazuje przebieg życia Maj. Sandberg przyznała, że jej celem było opisanie szwedzkiego społeczeństwa „z perspektywy kuchni”. Jednocześnie chciała przedstawić życie kobiet zostających w domu, które pomijane bywają zarówno w literaturze, jak i wśród feministek. Przełomem było ukazanie się tomu trzeciego (Liv till varje pris), który został w 2014 roku wyróżniony nagrodą dziennika „Svenska Dagbladet” oraz Nagrodą Augusta. Trylogia sprzedała się w Szwecji w ponad 400 000 egzemplarzy. W 2016 roku Sandberg otrzymała Nagrodę Doblouga.
Mieszka w Sztokholmie. Wraz z Svenem Teglundem prowadzi podcast Hemmafru o zmieniającej się w historii roli kobiet.

## Twórczość
- 1997: I vattnet flyter man[2]
- 2000: Insekternas sång[2]
- 2003: Ta itu[6]
- 2010: Att föda ett barn, pol: Urodzić dziecko, tłum. Elżbieta Frątczak-Nowotny. Warszawa: Prószyński Media, 2017[7]
- 2012: Sörja för de sina, pol.: Być rodziną, tłum. Elżbieta Frątczak-Nowotny. Warszawa: Prószyński Media, 2018[8]
- 2014: Liv till varje pris[1]